# Godło Azerbejdżanu
Godło Azerbejdżanu przedstawia ośmioramienną gwiazdę, symbolizującą osiem głównych grup narodów tureckich. Pośrodku gwiazdy znajduje się wystylizowany płomień, nawiązujący do symbolicznej nazwy kraju (kraina wiecznego ognia) i zarazem jest to słowo „Allah” (w alfabecie arabskim). Ogień symbolizuje także wolność. Tłem gwiazdy jest okrąg w narodowych kolorach Azerbejdżanu (zob. flaga Azerbejdżanu). Między ramionami dużej gwiazdy, na granatowym pasie okręgu znajdują się miniaturowe, ośmioramienne gwiazdki (które na uproszczonych godłach są przedstawiane jako punkty). W podstawie liście dębu (sława) i kłosy zboża (pszenicy) – urodzaj.
Godło zostało przyjęte 19 stycznia 1993 r. Zastąpiło ono nawiązujący do godła ZSRR symbol używany w czasach istnienia wchodzącej w skład tego państwa Azerbejdżańskiej Socjalistycznej Republiki Radzieckiej, który nie nawiązywał w żaden sposób do azerskiej tradycji.